# Маклис, Ангус
Ангус Уильям Маклис (англ. Angus William MacLise; 14 марта 1938 — 21 июля 1979) — американский перкуссионист, композитор и поэт. Наиболее известен как первый барабанщик группы The Velvet Underground, внезапно уволившийся из-за разногласий с группой, отыгравшей свой первый платный концерт.

## Биография

### Ранные годы
Ангус Уильям Маклис родился 14 марта 1938 года в Бриджпорте, штат Коннектикут, в семье книжного торговца. Его стиль игры на ударных был настолько своеобразным, что многие считали его самоучкой.

### The Velvet Underground
В начале шестидесятых годов Маклис был участником ансамбля Theatre of Eternal Music Ла Монте Янга, где играл на бонго. Через музыкантов группы он познакомился с Лу Ридом и Стерлингом Моррисоном и стал первым барабанщиком The Velvet Underground и был связующим звеном между группой и андеграундной сценой Нью-Йорка.
МакЛис играл на бонго и ручных барабанах в 1965 году с первым воплощением Velvet Underground, а также он был способен играть на табле, цимбалах и бубне. Хотя в то время группа регулярно импровизировала саундтреки к андеграундным фильмам, Маклис никогда официально не записывался с ними и часто считается чем-то вроде теневой легендарной фигуры в их истории. Демозаписи, записанные в этот период, включены в бокс-сет Peel Slowly and See, но Маклис не играет ни на одной из них, потому что (по словам Джона Кейла) он не ценил необходимость приходить вовремя.
Кейл описывает Маклиса как «живущего по календарю Ангуса», появляющегося на концертах через несколько часов или даже дней после того, как группа закончила работу.
Когда в ноябре 1965 года состоялось первое оплачиваемое выступление группы, Маклис ушел, предположив, что группа распродается. Его заменила Морин Такер, что привело к «классическому» составу Velvet Underground. Однако он временно возвращался в состав в середине 1966 года для нескольких выступлений в Чикаго .
После ухода из The Velvet Underground Маклис продолжал сотрудничать с целым рядом музыкантов, режиссёров и писателей. Он играл джазовую и авангардную музыку и считался заметным исполнителем андеграундной сцены Нью-Йорка в середине шестидесятых. К концу 1960-х годов он женился на иллюстраторе Хетти Макги и вместе с ней выступал в группе The Universal Mutant Repertory Company. Помимо этого Маклис уделял много времени поэзии и каллиграфии, а также основал литературный журнал Ting-Pa. Он много путешествовал и долгое время жил в Индии и Непале.

### Краткое возвращение в Velvet Underground
В 1966 году, когда солист и гитарист Velvet Underground Лу Рид находился в больнице с гепатитом, Маклис присоединился к группе для пятидневного выступления в Poor Richard's в Чикаго, 21—26 июня 1966 года, во время выступлений Exploding Plastic Inevitable, разделля обязанности с Жераром Малангой, которого Ангус научил играть на табле. Кейл взял на себя ведущий вокал и орган, барабанщик Морин Такер переключилась на бас, а Маклис играл на барабанах; к настоящему времени своеобразный племенной стиль игры Такера стал неотъемлемой частью музыки группы.
Во время выступления Exploding Plastic Inevitable в 1966 году Маклис опоздал на полчаса и продолжал играть на барабанах еще полчаса после окончания выступления, чтобы компенсировать свое опоздание .
К этому времени Velvet Underground обрели некоторое признание (если не большой финансовый успех), и Маклис очень хотел вернуться в группу, но, согласно примечаниям к бокс-сету Peel Slowly and See, основной автор песен VU и де-факто лидер группы Лу Рид специально запретил Маклису вернуться в группу на постоянной основе из-за его неустойчивого поведения.

### Спустя годы
Покинув Velvet Underground навсегда, Маклиз переехал в Беркли, штат Калифорния, и женился на Хетти МакГи  на свадебной церемонии в парке «Золотые ворота» в Сан-Франциско под председательством известного гуру ЛСД Тимоти Лири . Маклисы побывали в Канаде, Франции, Греции и Индии, прежде чем окончательно обосноваться в Непале.
Ученик Алистера Кроули (перед смертью он работал над сценарием киноверсии «Дневника наркомана» Кроули), он начал смешивать тибетский мистицизм со своей музыкой для создания звука с помощью различных техник дронов .

## Смерть
Будучи наркоманом, который особо не заботится о своём здоровье, Маклис умер от гипогликемии и туберкулёза лёгких в больница Шанта Бхаван в Катманду 21 июля 1979 года в возрасте 41 года. Он был кремирован по традициям тибетских буддистов на погребальном костре, так как при жизни принял буддизм.

## Записанная музыка
Маклис записал огромное количество музыки, которая в основном не выпускалась до 1999 года. Эти записи, сделанные в период с середины 60-х до конца 70-х, состоят из упражнений в стиле трайбл-транс, устной речи, поэзии, нарезок плёнок в стиле Брайона Гайсина и минималистическое гудение и электроника, а также множество совместных работ с женой Хетти. В 2008 году Хетти Маклис завещала коллекцию кассет своего мужа Йельской коллекции американской литературы.
Подборки можно найти на:
- Вторжение в пагоду Громовержца (Siltbreeze, 1999)
- Повреждение мозга в Оклахома-Сити (Siltbreeze, 2000)
- Облачная доктрина (Sub Rosa, 2002)
- Астральный коллапс (Quakebasket, 2003)
- Вторжение в пагоду Громовержца (DVD, Bastet/Saturnalia, 2006)

Маклиз также сотрудничал с Тони Конрадом, Джоном Кейлом и Ла Монте Янгом в нескольких других записях:
- Inside the Dream Syndicate Vol.I: Day Of Niagara (Table of the Elements, 2000)
- Внутри Dream Syndicate Vol.III: Гамелан из нержавеющей стали (Таблица элементов, 2002 г.)
- Антология нойза и электронной музыки : первая хронология 1921-2001 / Vol.1 (Sub Rosa, 2002)

Он работал над саундтреками к нескольким андеграундным фильмам Пьеро Хеличера и появляется как минимум в двух: «Венера в мехах» и «Удовлетворение» (1965). Он также работал над саундтреком к «Путешествию», короткометражному фильму Джерри Джофена.

## Названия книг
- Завершенные работы Ангуса Маклиза. (Частное издание Пьеро Хеличера, 1957 г.)
- Прямо самая дальняя кровь навстречу. («Мертвый язык», Париж, 1959 г.)
- Год, Приложение к газете по средам. (The Dead Language Press, Нью-Йорк, 1962 г.)
- Новый универсальный солнечный календарь. (Джордж Мачюнас, Нью-Йорк, 1969 г.)
- Оружие мечты/Осина #9. Под редакцией Ангуса и Хетти Маклиз (Roaring Fork Press, Нью-Йорк, 1970)
- Облачная доктрина. Ограниченное издание с факсимильными голограммами Ангуса Маклиза и тонированной вручную обложкой Дона Снайдера (частно опубликовано Снайдером в 1972 году и переиздано в 1983 году, Нью-Йорк)
- Облачная доктрина. (Dreamweapon Press; Катманду, Непал; 1974 г.)
- Подсознательный отчет. (Серия стихов Starstreams; Катманду, Непал; 1975)
- Карта сумерек. (СЗ/Пресс, Нью-Йорк, 1984 г.)
- Соотношение:3 Объем 1. Ира Коэн, Ангус МакЛиз, Джерард Маланга - Медиа-шаманы (Temple Press Ltd., 1991) ISBN 1-871744-30-X
- Контрольный список Ангуса Маклиза. Под редакцией Джерарда Маланги (ограниченное издание, частное издание, 2000 г.)

## Влияние
Как соучредитель Dead Language Press с Пьеро Хеличером, МакЛиз публиковал произведения влиятельных писателей, в том числе ранние работы поэта- битника Грегори Корсо .
Английская группа экспериментальной музыки Coil считала Маклиза важным фактором, повлиявшим на их карьеру в последние годы; ведущий участник Джон Бэланс назвал Маклиза «лиминальным гением и, наряду с такими людьми, как Айра Коэн, в значительной степени и несправедливо полузабытым», и название их альбома Astral Disaster является преднамеренной данью уважения архивному релизу Astral Collapse.